# Irak i olympiska sommarspelen 2016
Irak deltog med 23 deltagare vid de olympiska sommarspelen 2016 i Rio de Janeiro. Ingen av landets deltagare erövrade någon medalj.

## Boxning
Herrar
| Boxare             | Gren       | Omgång 1              | Omgång 2             | Kvartsfinal          | Semifinal            | Final                | Final            |
| Boxare             | Gren       | Motståndare Resultat  | Motståndare Resultat | Motståndare Resultat | Motståndare Resultat | Motståndare Resultat | Placering        |
| ------------------ | ---------- | --------------------- | -------------------- | -------------------- | -------------------- | -------------------- | ---------------- |
| Waheed Abdul-Ridha | Mellanvikt | Rodríguez (MEX) L 0–3 | Gick inte vidare     | Gick inte vidare     | Gick inte vidare     | Gick inte vidare     | Gick inte vidare |

## Judo
| Idrottare         | Gren                            | Omgång 1             | Omgång 2                  | Kvartsfinaler        | Semifinaler          | Återkval             | Final / BM           | Final / BM       |
| Idrottare         | Gren                            | Motståndare Resultat | Motståndare Resultat      | Motståndare Resultat | Motståndare Resultat | Motståndare Resultat | Motståndare Resultat | Placering        |
| ----------------- | ------------------------------- | -------------------- | ------------------------- | -------------------- | -------------------- | -------------------- | -------------------- | ---------------- |
| Hussein Al-Aameri | Herrarnas halv mellanvikt −81kg | Bye                  | Kibikai (GAB) L 000–000 S | Gick inte vidare     | Gick inte vidare     | Gick inte vidare     | Gick inte vidare     | Gick inte vidare |

## Rodd
| Roddare                   | Gren                    | Heat    | Heat      | Återkval | Återkval  | Kvartsfinal | Kvartsfinal | Semifinal | Semifinal | Final   | Final     |
| Roddare                   | Gren                    | Tid     | Placering | Tid      | Placering | Tid         | Placering   | Tid       | Placering | Tid     | Placering |
| ------------------------- | ----------------------- | ------- | --------- | -------- | --------- | ----------- | ----------- | --------- | --------- | ------- | --------- |
| Mohammed Jasim Al-Khafaji | Herrarnas singelsculler | 7:25,04 | 5 R       | 7:14,38  | 2 QF      | 8:29,76     | 6 SC/D      | 7:48,31   | 6 FD      | 7:03,73 | 21        |